# پل متس
پل متس (انگلیسی: Paul Matthes; ۶ مارس ۱۸۷۹ – ۱۹۴۸) بازیکن فوتبال اهل آلمان بود.
از باشگاه‌هایی که در آن بازی کرده‌است می‌توان به اشاره کرد.
وی همچنین در تیم ملی فوتبال آلمان بازی کرده‌است.